# David Moreau
David Moreau, también conocido como Geningeniero, es un personaje ficticio de Marvel Comics. Trabajando para la nación isleña de Genosha, desarrolló un dispositivo de control mental que hizo posible la esclavitud mutante.

## Biografía del personaje ficticio
Poco se sabe sobre la primera infancia de David Moreau. Se convirtió en un científico y un patriota que quería fortalecer su nación de Genosha. El Hombre de Azúcar le ofreció la oportunidad de hacerlo: el Hombre de Azúcar había venido de una línea de tiempo alternativa, conocida como la Era de Apocalipsis y había obtenido tecnología inventada por Mr. Siniestro de su realidad. Utilizando esta tecnología, David Moreau creó el proceso mutan: todos los habitantes de Genosha fueron probados en su 13th cumpleaños para cualquier presencia del Gen Factor X. Si dieron positivo, se convirtieron en mutantes: sus recuerdos fueron borrados y su personalidad cambió para volverse completamente obediente, se sellaron con trajes especiales y sus poderes se modificaron genéticamente para satisfacer las necesidades de su país. En este momento, Moreau se conocía como el Genegineer (un acrónimo de "Ingeniero genético").
El Dr. Moreau incluso estaba dispuesto a convertir a la novia de su hijo, Jennifer Ransome, en una mutación cuando dio positivo. Philip Moreau huyó del país con Jennifer y se opondría a las políticas de Genosha desde el extranjero. Los ejecutores de Genoshan conocidos como Magistrados y los mutantes privilegiados conocidos como Press Gang fueron enviados después de ellos. Capturaron a Jennifer y su amiga Madelyne Pryor, sin saber que las amigas de Madelyne eran los X-Men. Moreau convirtió a Jennifer en una mutación, alterando su poder mutante latente de manipulación celular, e investigó a Madelyne, que resultó no ser del todo humana, pero tampoco una mutante. Los poderes latentes de Madelyne mataron a todos los magistrados que la investigaban y atacaron mentalmente a una representación del propio David Moreau. Poco después, Madelyne y Jennifer fueron salvadas por los X-Men y Phillip Moreau y dejaron Genosha. Este fue solo el comienzo de muchos conflictos entre los X-Men y el gobierno de Genoshan, quienes sintieron que también tenían jurisdicción fuera de las fronteras de Genosha.
En su guerra con los X-Men y sus aliados, los Genoshans se aliaron con Cameron Hodge y su organización RIGHT, un grupo de odio anti-mutante. El loco Hodge secuestró a Tormenta y varios Nuevos Mutantes y quería que Moreau lo ayudara a absorber el virus tecno-orgánico del Nuevo Mutante Warlock para que pudiera cambiar su monstruosa forma cibernética en una forma más humana. Moreau despreciaba a Hodge, que quería que Genosha conquistara el mundo y acabara con todos los mutantes, mientras que Moreau solo estaba interesado en la seguridad de Genosha. Moreau ayudó a los X-Men a derrotar a Hodge, pero fue asesinado por Hodge. quién rompió su cuello.
El Dr. Sasha Ryan tomaría su lugar como Geningeniero, pero para entonces el gobierno de Genoshan había sido derrocado y se abolió la práctica de convertir mutantes en mutantes abolidos.

## Trivia
- El nombre del personaje es un homenaje al personaje principal de la novela de ciencia ficción de H. G. Wells, La isla del doctor Moreau.